# Naturschutzgebiet Stegendieksbach
Koordinaten: 54° 0′ 9,1″ N, 12° 22′ 59,3″ O
Das Naturschutzgebiet Stegendieksbach ist ein 64 Hektar umfassendes Naturschutzgebiet in Mecklenburg-Vorpommern ungefähr einen Kilometer nordöstlich des Ortes Cammin.
Die gesetzliche Unterschutzstellung erfolgte am 28. September 1990 mit einer Gebietsverkleinerung 1995. Es wird ein landschaftlich schönes Seitental der Recknitz geschützt, das Rückzugsgebiet für zahlreiche Tierarten der umliegenden landwirtschaftlichen Flächen ist. Der aktuelle Gebietszustand wird als befriedigend eingestuft, da die hydrologischen Verhältnisse durch Eingriffe der letzten Jahrzehnte gestört sind. Nachteilig wirken sich weiterhin forstliche Nutzung und Nährstoffeinträge aus. Eine Landstraße führt durch das Gebiet. Der interessantere südliche Teil ist von Eickhof erreichbar. Aufgestellte Tafeln informieren dort über die Besonderheiten.

## Geschichte und Wasserhaushalt
Der Stegendiecksbach entstand innerhalb einer welligen Grundmoräne als Abflussrinne für Schmelzwasser der letzten Eiszeit. Ein Kerbtal bildete sich, stellenweise bis zu zehn Meter tief eingeschnitten und ein starkes Gefälle aufweisend. Hervorhebenswert ist die Substratvielfalt des Baches. Es finden sich größere Steine, Torfe, Geröllstrecken, Sande und Kiese. Der Bach mäandriert und bildet Prall- und Gleithänge aus. Das Naturschutzgebiet stellt die natürliche hydrologische Verbindung des Göldenitzer Moores zur Recknitz her und ist durch stark huminsäurehaltiges Wasser geprägt.
Menschliche Besiedlung ist durch Großsteingräber seit Jahrtausenden belegt. Für die Neuzeit zeigt die Wiebekingsche Karte aus dem Jahr 1786 ein bewaldetes Bachtal und Weideland auf den zur Recknitz weisenden Südhängen. Bachbegleitende Bruchwälder wurden als Niederwald genutzt. Bereits im 19. Jahrhundert begannen forstwirtschaftliche Eingriffe. Links und rechts des Mittellaufes finden sich intensiv genutzte Äcker.

## Pflanzen- und Tierwelt
Erle und Esche dominieren den Baumbestand der Bruchwälder. Auf höheren Lagen findet sich ein an Totholz reicher Buchenwald mit Waldmeister, Bingelkraut und Lungenkraut. Der schnell fließende Bach bietet dem Bachflohkrebs und dem Kiemenflußkrebs Lebensraum. Es wurden 34 Säugetierarten nachgewiesen, darunter Siebenschläfer, Mauswiesel und Brandmaus. Bemerkenswerte Fledermausarten sind Großer Abendsegler, Teichfledermaus, Wasserfledermaus und Zwergfledermaus. Im Naturschutzgebiet brüten Sumpfmeise, Hohltaube und Mittelspecht.